# ラグアット

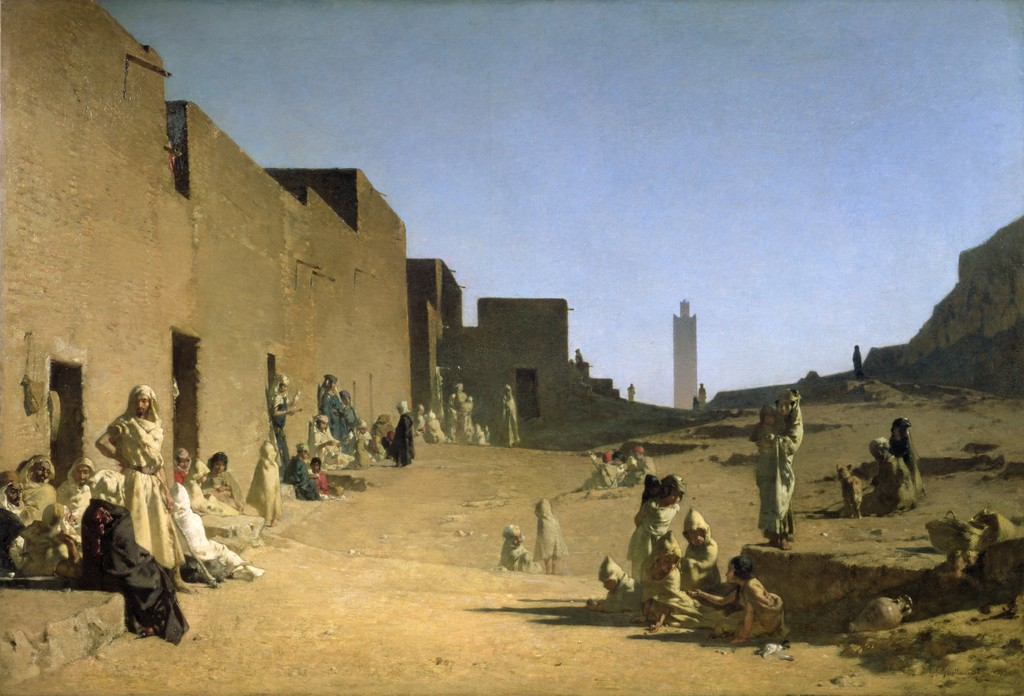
アルジェリア・サハラのラグアット(1879年)

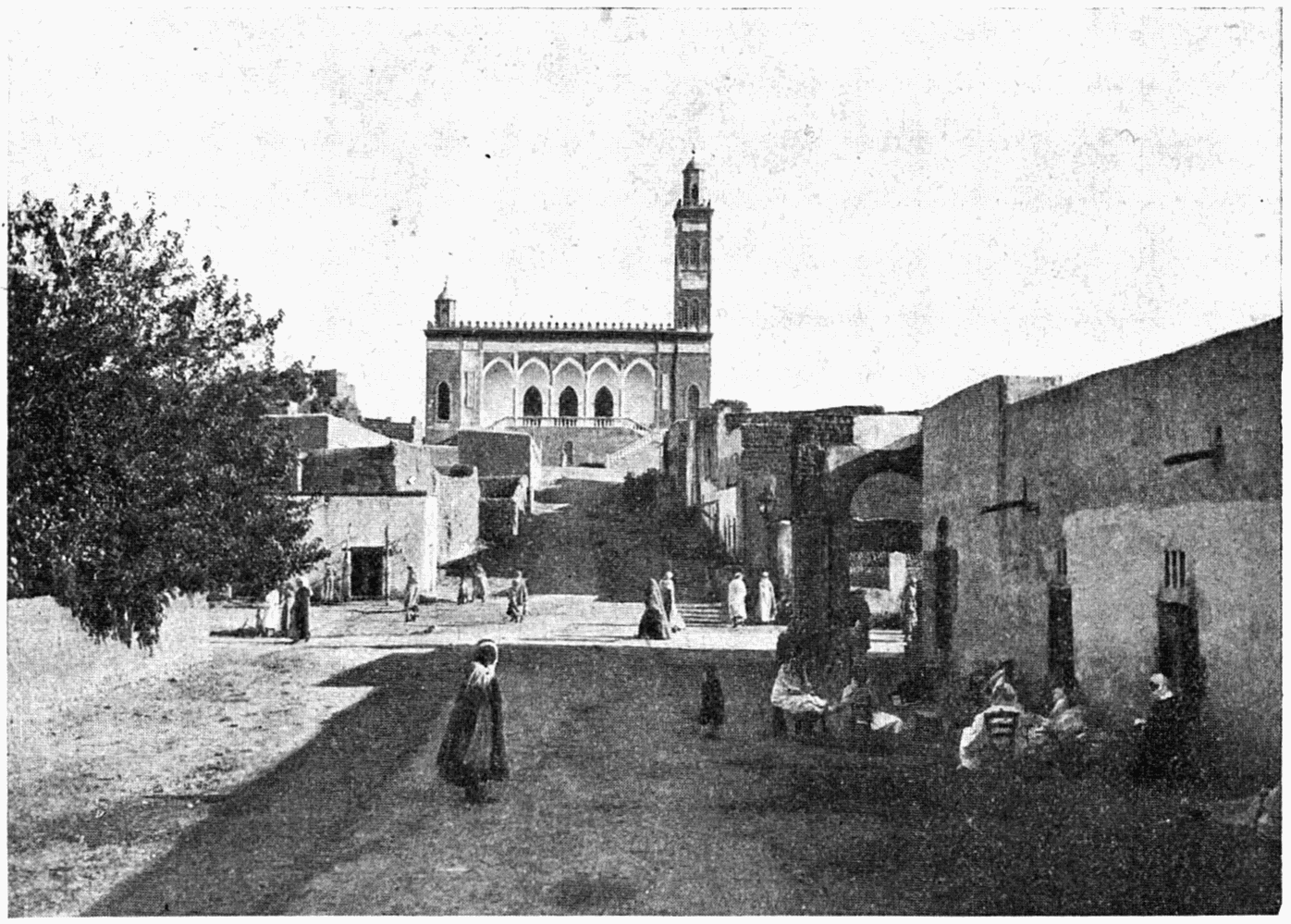
ラグアットの通り(Gustave Achille Guillaumet)

ラグアット、ラグアト （英語：Laghwat、フランス語：Laghouat、アラビア語：الأغواط）はアルジェリア北中部のラグアット県の県都。
首都アルジェの400km南に位置する。
2008年の人口は約13.4万人だった。
近くのハッシ・ルメルにはアフリカ最大の天然ガス田が有る。

## 歴史
11世紀、ラグアット市が設立された。
17世紀、サアド朝(モロッコ)に朝貢した。
1786年、オスマン帝国が征服した。
1852年、フランスがラグアット包囲戦を行い、征服した。
第二次世界大戦中、ラグアット捕虜収容所が使われた。
1962年、アルジェリアがフランスから独立した。
2012年1月、アルジェリア騒乱が起き、警察は催涙ガスを使って抗議者を排除した。

## 地理
ラグアットはサハラ砂漠北端のサハラ・アトラス山脈のアモール山脈のオアシス都市である。
軍事・商業両面で重要な都市で、絨毯産業が盛んである。
県内には天然ガス田が有り、市内には気象台が有る。
ラグアット空港(国際航空運送協会：LOO、国際民間航空機関：DAUL)が有る。